# Ulica Jana Śniechowskiego w Zgierzu
Ulica Jana Śniechowskiego w Zgierzu (dawniej: Wygony, Konstantynowska, Blücherstrasse oraz Feliksa Dzierżyńskiego) – ulica zlokalizowana na zbiegu osiedli Kurak (numery nieparzyste) i Piaskowice-Aniołów (numery parzyste) w Zgierzu, w województwie łódzkim.

## Historia
W pierwszej połowie XIX w. podjęto działania na rzecz regulacji obszaru Starego Miasta w Zgierzu. Podstawą regulacji był plan opracowany przez J. Leszczyńskiego w 1823 r., obejmujący ówczesną ulicę Konstantynowską (obecnie Jana Śniechowskiego). W latach poźniejszych, w związku ze znacznym przeludnieniem rewiru żydowskiego w Zgierzu, został on poszerzony m. in. o obszar ulicy Konstantynowskiej. W tym okresie zabudowa ulicy składała się z prymitywnych szop i komórek przeznaczonych na mieszkania dla żydowskiej biedoty. Rewir żydowski został zlikwidowany w 1862 r., lecz do końca XIX w. trwała zmiana zabudowy.
W okresie okupacji hitlerowskiej nazwę ulicy zmieniono na Blücherstrasse.
W okresie PRL ulicy nadano imię Feliksa Dzierżyńskiego. W tym okresie (przed 1955 r.) wybudowano osiedle trzykondygnacyjnych bloków mieszkalnych (6 budynków).

## Zabudowa
Przy ulicy Jana Śniechowskiego zachowały się drewniane budynki mieszkalne typowe dla XIX-wiecznego budownictwa miejskiego. Do gminnej ewidencji zabytków wpisane są:
- dom nr 6 (połowa XIX w.)
- dom nr 7 (2. ćwierćwiecze XIX w.)
- dom nr 12  (połowa XIX w.)
- dom nr 15 (1. połowa XIX w.)
- dom nr 17 (2. ćwierćwiecze XIX w.)

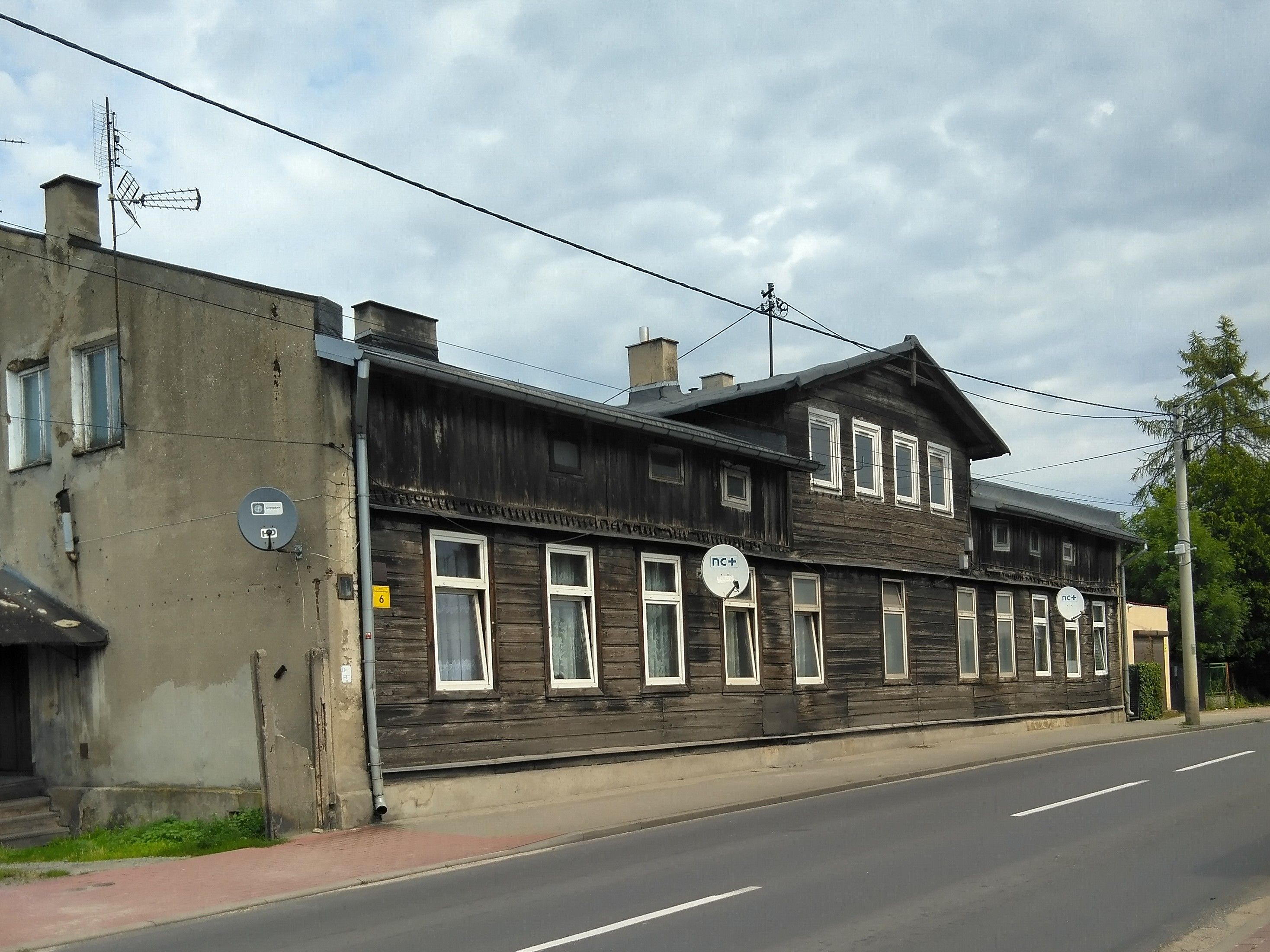
Dom nr 6
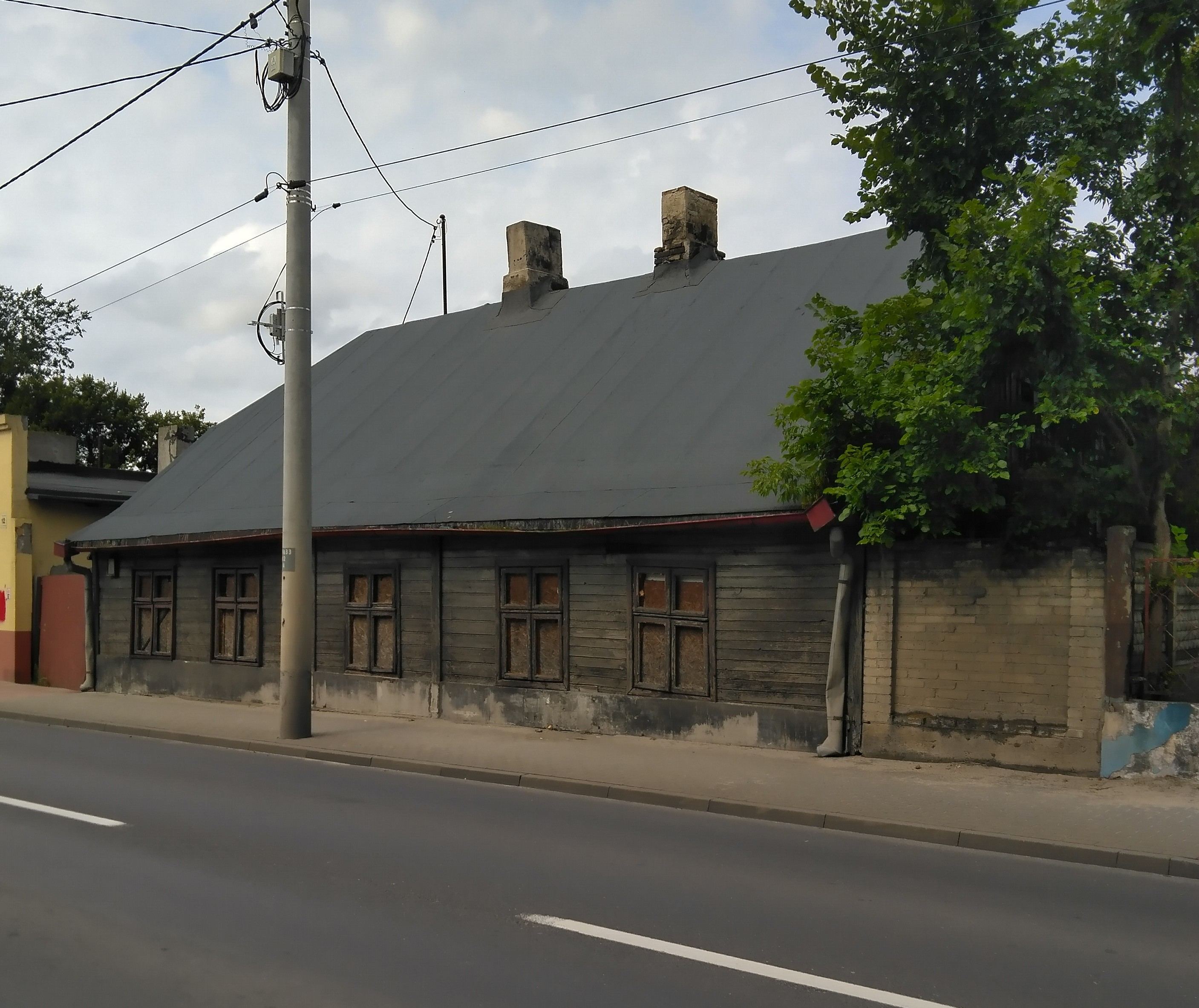
Dom nr 12
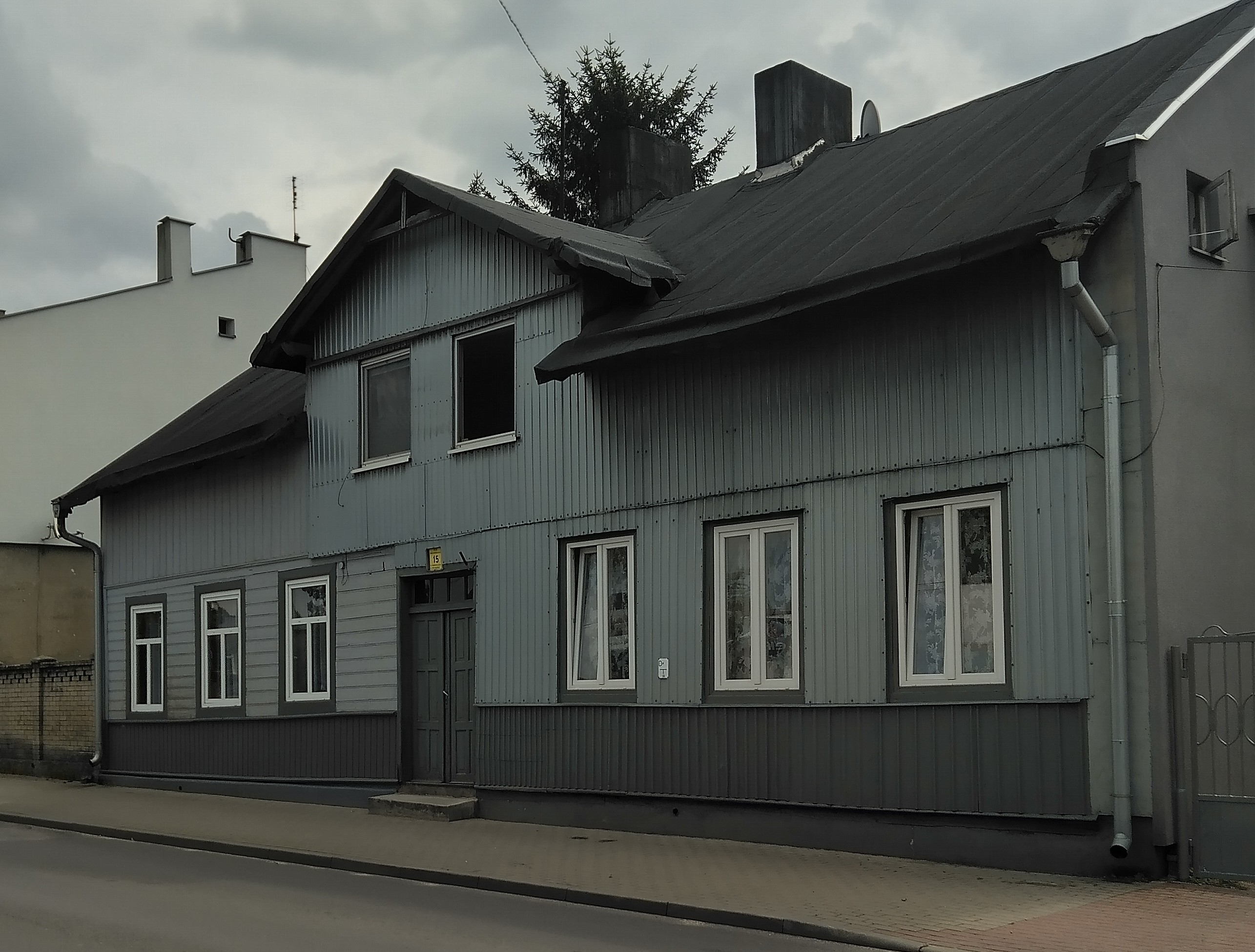
Dom nr 15
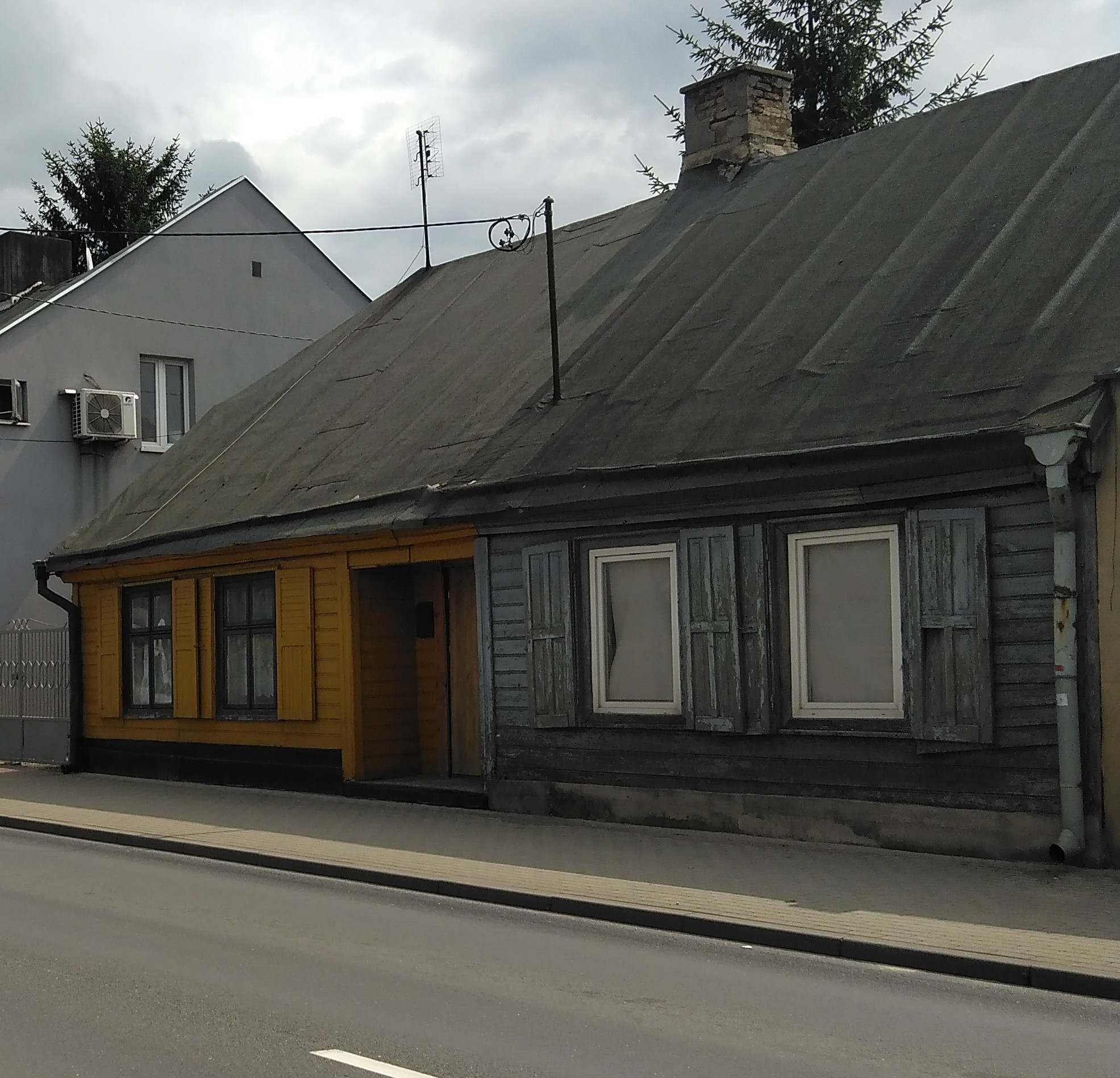
Dom nr 17

Pozostała zabudowa obejmuje kamienice z XIX i XX w. oraz bloki mieszkalne z okresu PRL. W kamienicy nr 23 znajduje się Zbór Kościoła Adwentystów Dnia Siódmego. 

## Komunikacja
Ulica Śniechowskiego stanowi łącznik pomiędzy dwiema drogami wyjazdowymi w kierunku Łodzi (ulicami: Łódzką i Konstantynowską). Ulicą przejeżdżają autobusy komunikacji miejskiej linii nr: 3, 4 i 6.

## Galeria

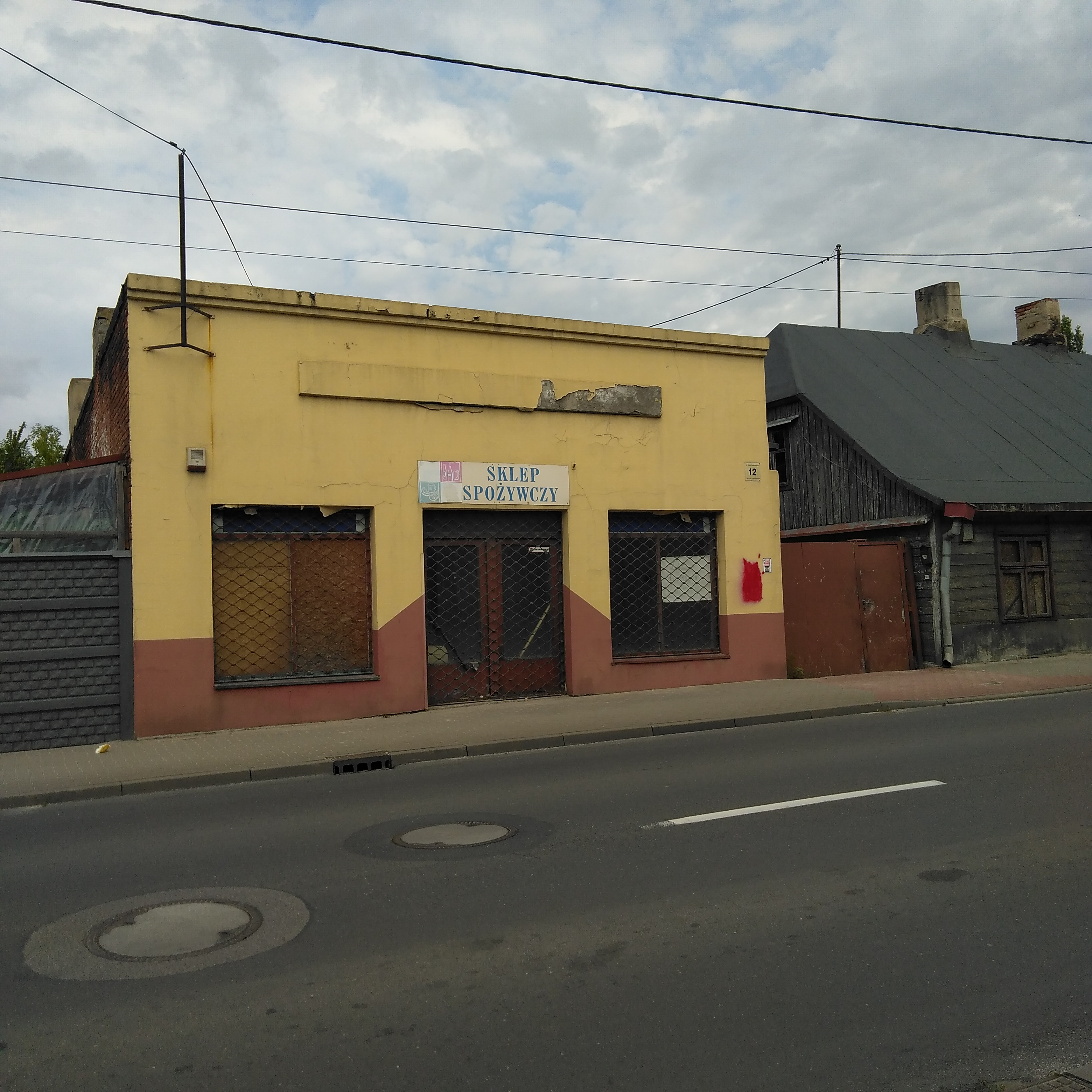
Sklep przy ul. Śniechowskiego
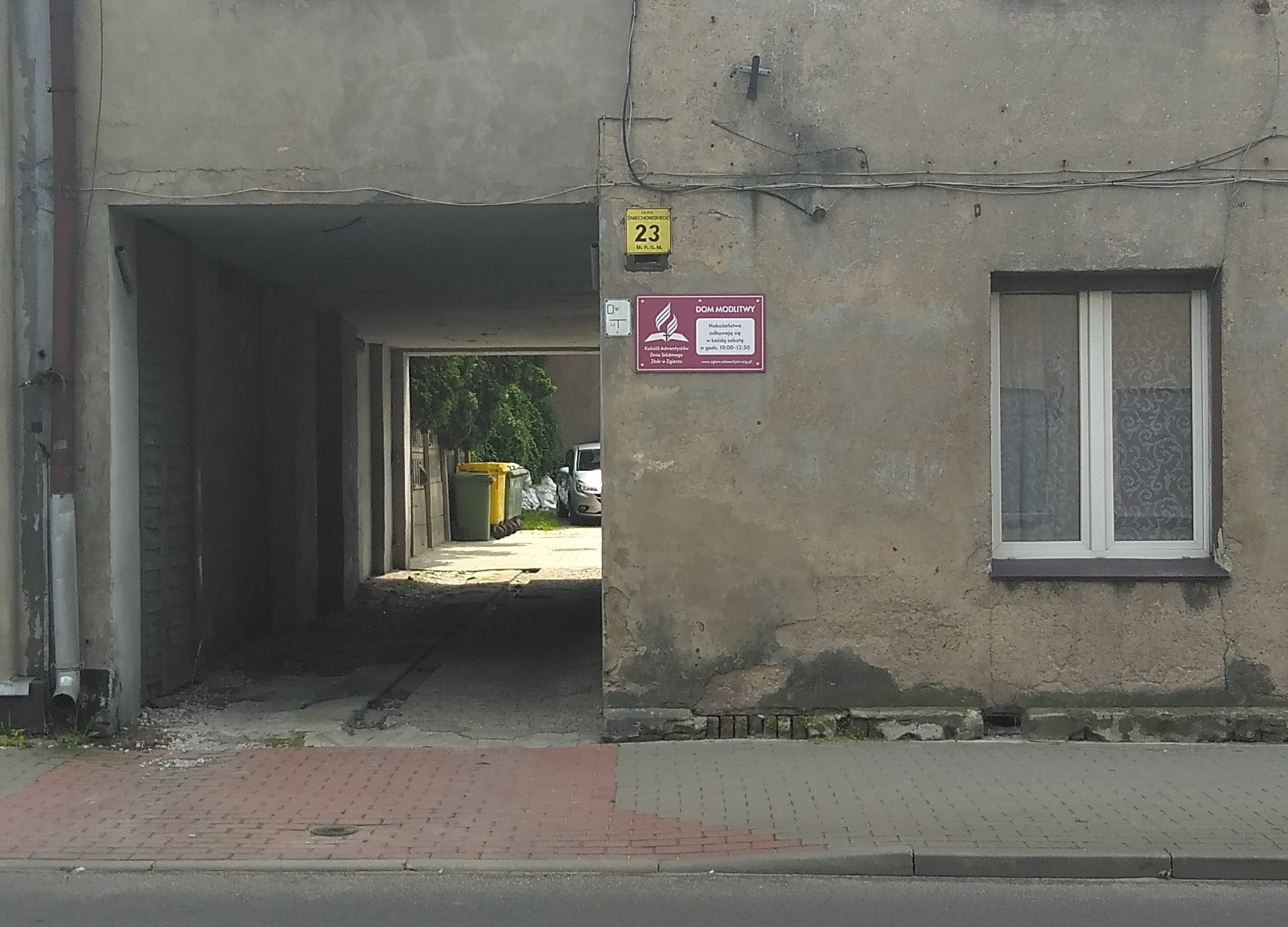
Zbór Kościoła Adwentystów Dnia Siódmego
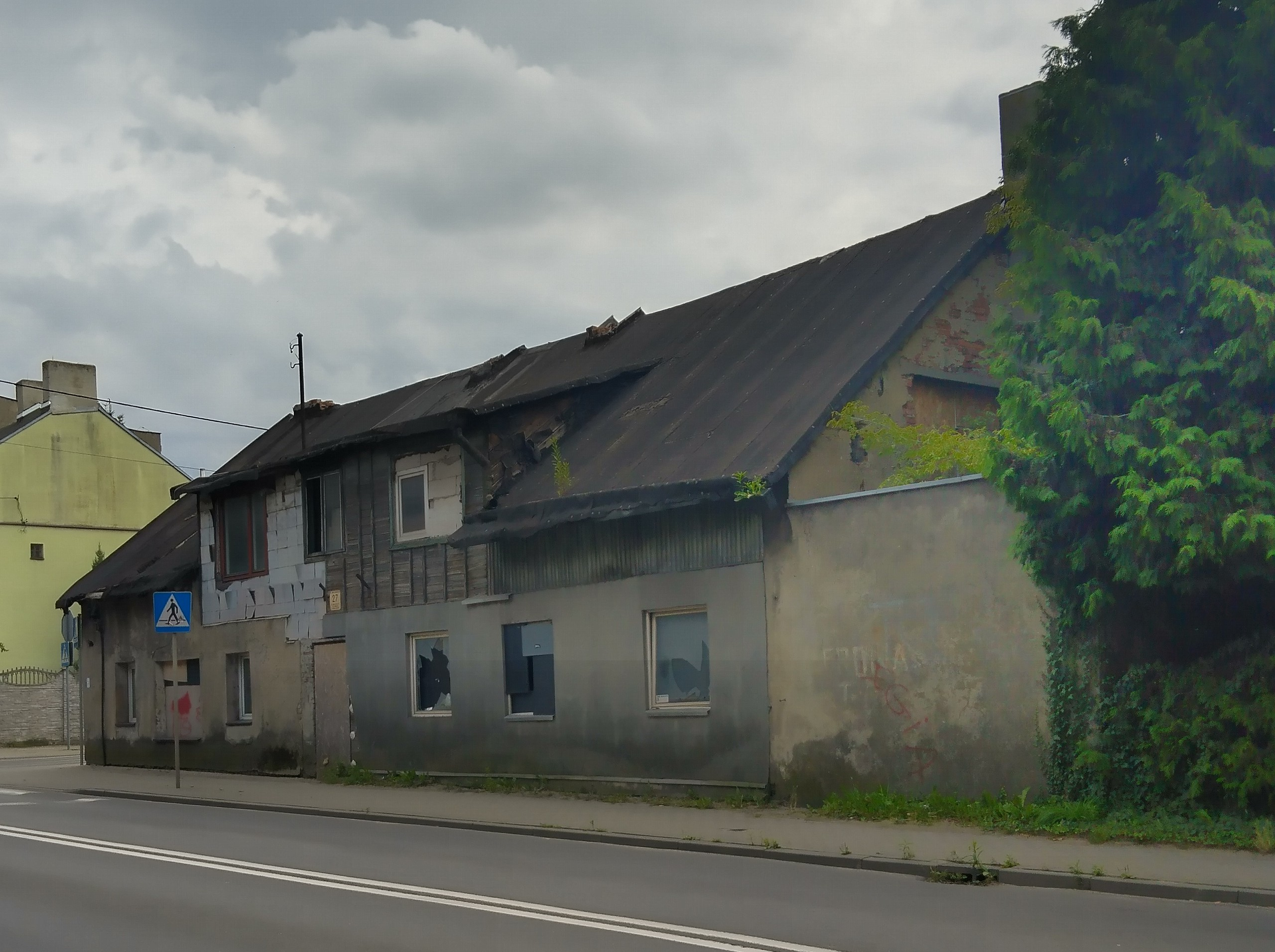
Dom nr 27
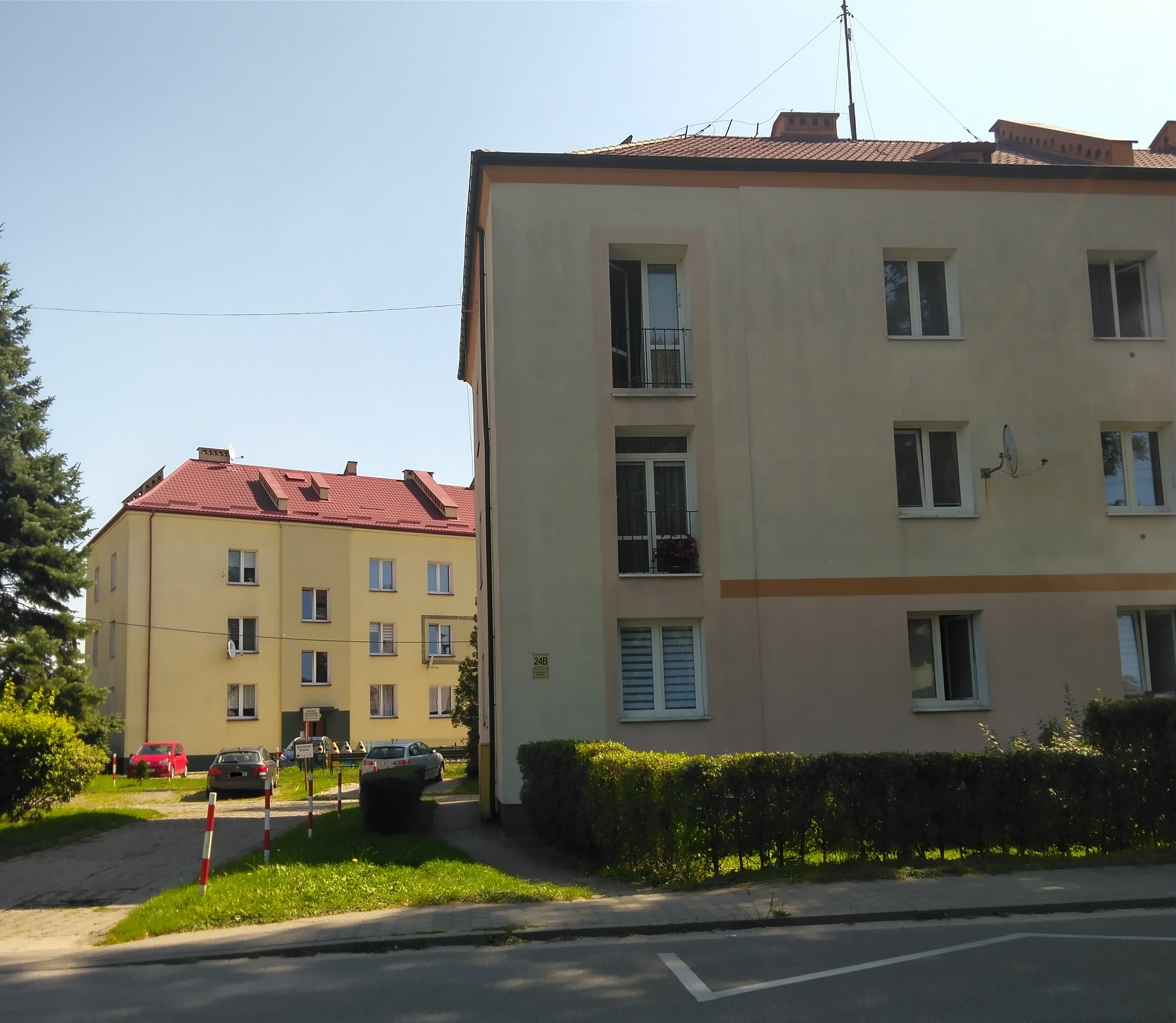
Osiedle bloków wybudowane przed 1955 r.
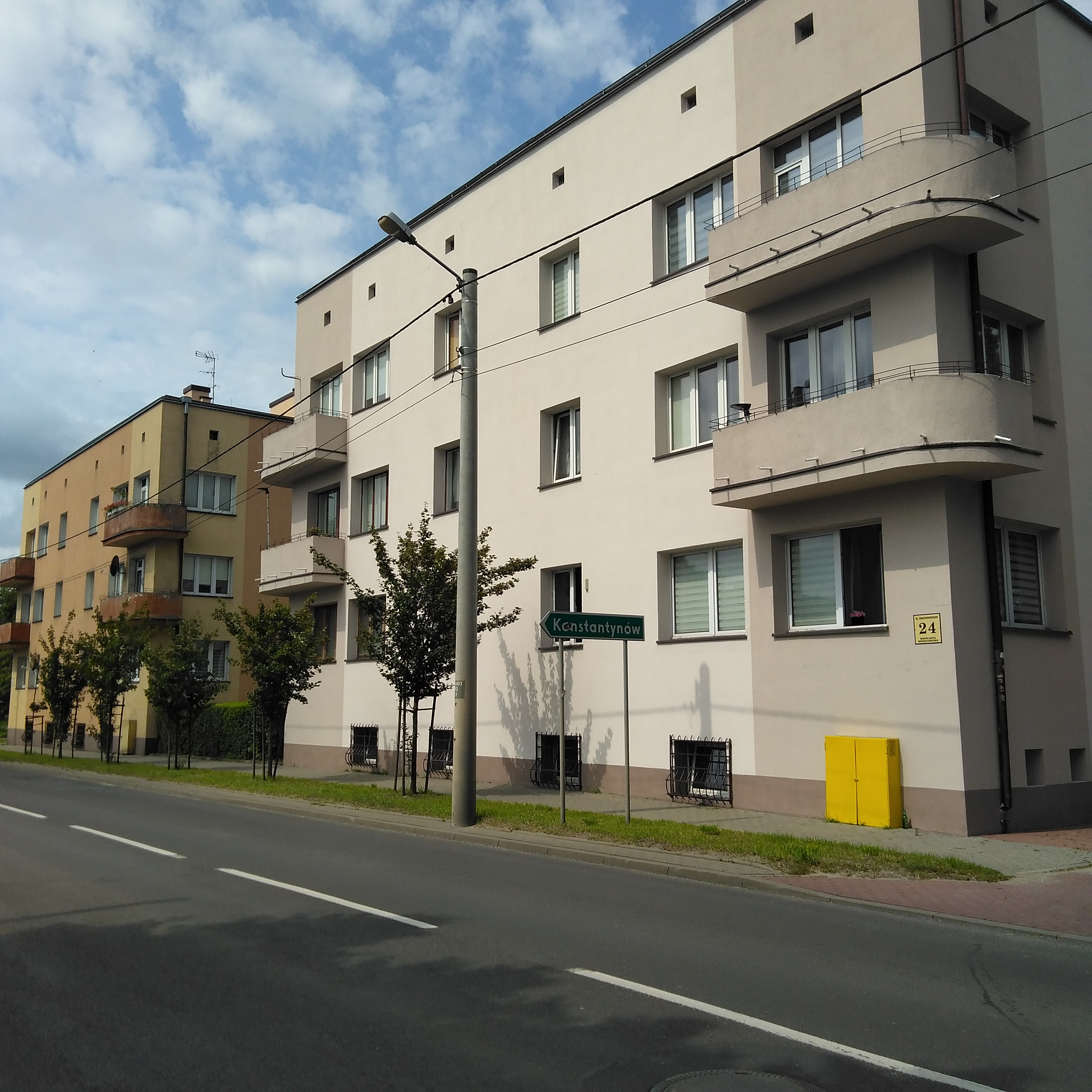
Blokowisko przy ulicy Śniechowskiego
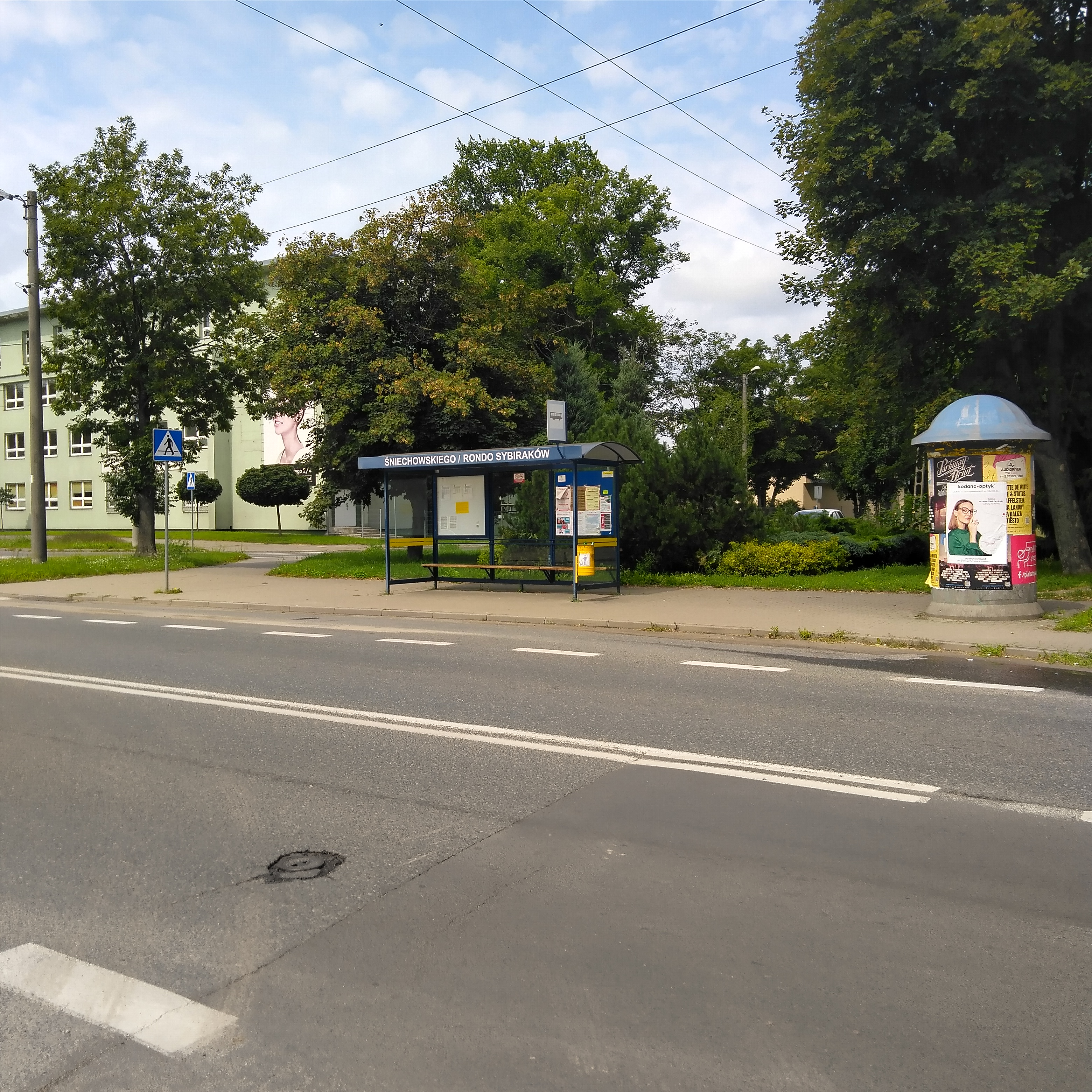
Przystanek autobusowy